# Steppenmurmeltier
Das Steppenmurmeltier (Marmota bobak) ist eine Art der Murmeltiere (Gattung Marmota) aus der Familie der Hörnchen. Die Art ist im östlichen Europa bis nach Asien verbreitet.

## Merkmale
Das Steppenmurmeltier erreicht eine Kopf-Rumpf-Länge von 49 bis 57,5 Zentimeter bei einem Gewicht von etwa 5,7 Kilogramm. Der Schwanz ist etwa 10,6 bis 13,0 Zentimeter lang. Die Färbung der Tiere ist ziemlich einfarbig strohgelb bis rostrot an der Rückenseite, auf der Bauchseite ist sie nur etwas heller. Ein Teil des Kopfes ist dunkelbraun bis schwarz gefärbt. Innerhalb der Gattung der Murmeltiere hat das Steppenmurmeltier besonders lange vordere Extremitäten. Der Schwanz entspricht in der Färbung der Rückenseite, die Schwanzspitze ist braun bis schwarz.

## Verbreitungsgebiet

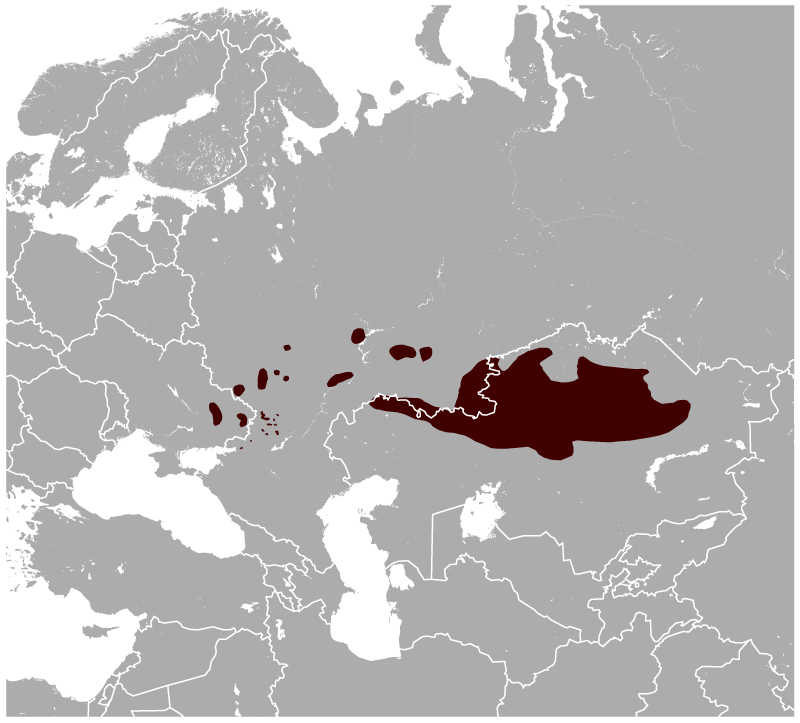
Verbreitungsgebiete des Steppenmurmeltieres

Das Verbreitungsgebiet des Steppenmurmeltiers umfasst die Steppen im osteuropäischen Russland, Belarus, der Ukraine sowie Nord- und Zentralkasachstan. Sein Verbreitungsgebiet ist in den letzten Jahrzehnten stark zusammengeschrumpft, da die landwirtschaftliche Nutzung der Steppen zugenommen hat und das Murmeltier ein Kulturflüchter ist. Die europäischen Vorkommen finden sich in der Strelezker Steppe und in der Derkulsteppe im Bezirk Charkow sowie in der Steinsteppe im Bezirk Woronesch. Im Kaukasus in Dagestan wurden die Tiere zusätzlich angesiedelt.

## Lebensweise
Als Lebensraum nutzt das Steppenmurmeltier vor allem eine sehr üppige Krautsteppe, es ist auch in der Waldsteppe und im Grasland zu finden. Wie andere Murmeltiere lebt auch das Steppenmurmeltier an Grashängen und im Randbereich von landwirtschaftlichen Flächen.

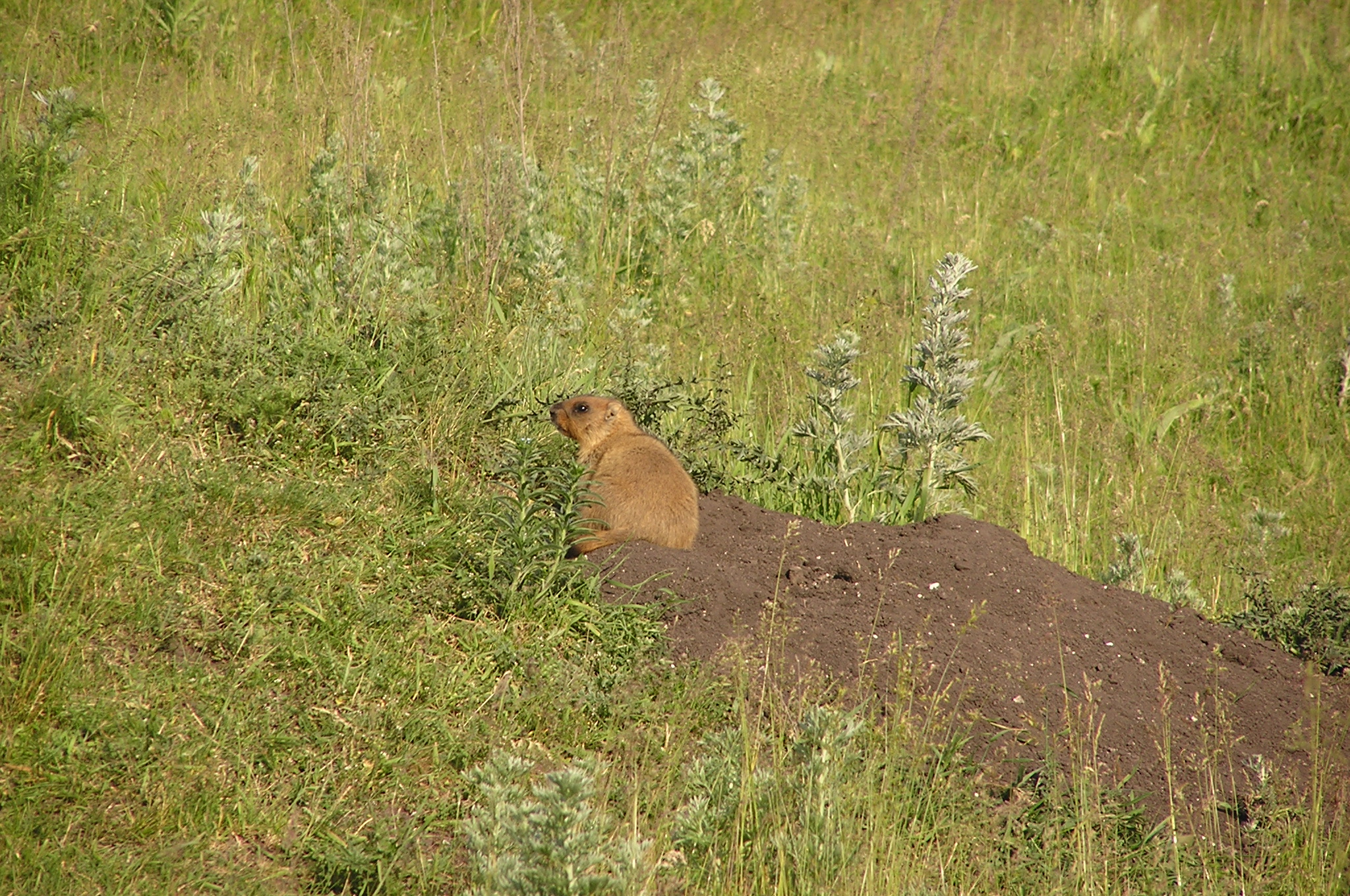
Steppenmurmeltier am Eingang eines Baus

Das Steppenmurmeltier ist tagaktiv und ernährt sich herbivor von grünen Kräutern, Knospen, Blüten und Sprossen. Es ist mit den langen Extremitäten in besonderer Weise an ein Leben angepasst, bei dem das Graben von Erdbauen eine wesentliche Rolle spielt. Die Tiere überwintern in ihren Bauen in Gruppen für einen Zeitraum von sechs bis sieben Monaten. Die Baue sind komplex aufgebaut und erreichen eine Tiefe von vier bis fünf Metern, von außen sind sie an den hohen Erdwällen ausgeworfener Erde erkennbar. Wie bei den Präriehunden sitzen häufig einzelne Individuen der Kolonie auf den Erdwällen und überwachen das Areal, um bei Störungen und drohender Gefahr laute Alarmrufe auszustossen. Die Eingänge und Erdhaufen werden mit Mund- und Drüsensekreten markiert.
Die Weibchen gebären im späten Frühling bis Anfang Sommer einen Wurf von vier bis sieben Jungtieren, dabei bekommen etwa 60 % der Weibchen Junge. Die Jungtiere bleiben etwa drei Jahre bei den Eltern und verlassen den Bau erst mit dem Erreichen der Geschlechtsreife. Die Familiengruppen und -kolonien bestehen aus mehreren Familien, geleitet von je einem dominanten Männchen und einem ausgewachsenen Weibchen. Hinzu kommen mehrere ältere Jungtiere der vergangenen zwei Jahre sowie die Jungtiere des letzten Wurfs. Die Gruppen sind teilweise instabil, vor allem in Gebieten mit starker menschlicher Störung. Die Tiere können bis 7,5 Jahre alt werden.

## Systematik

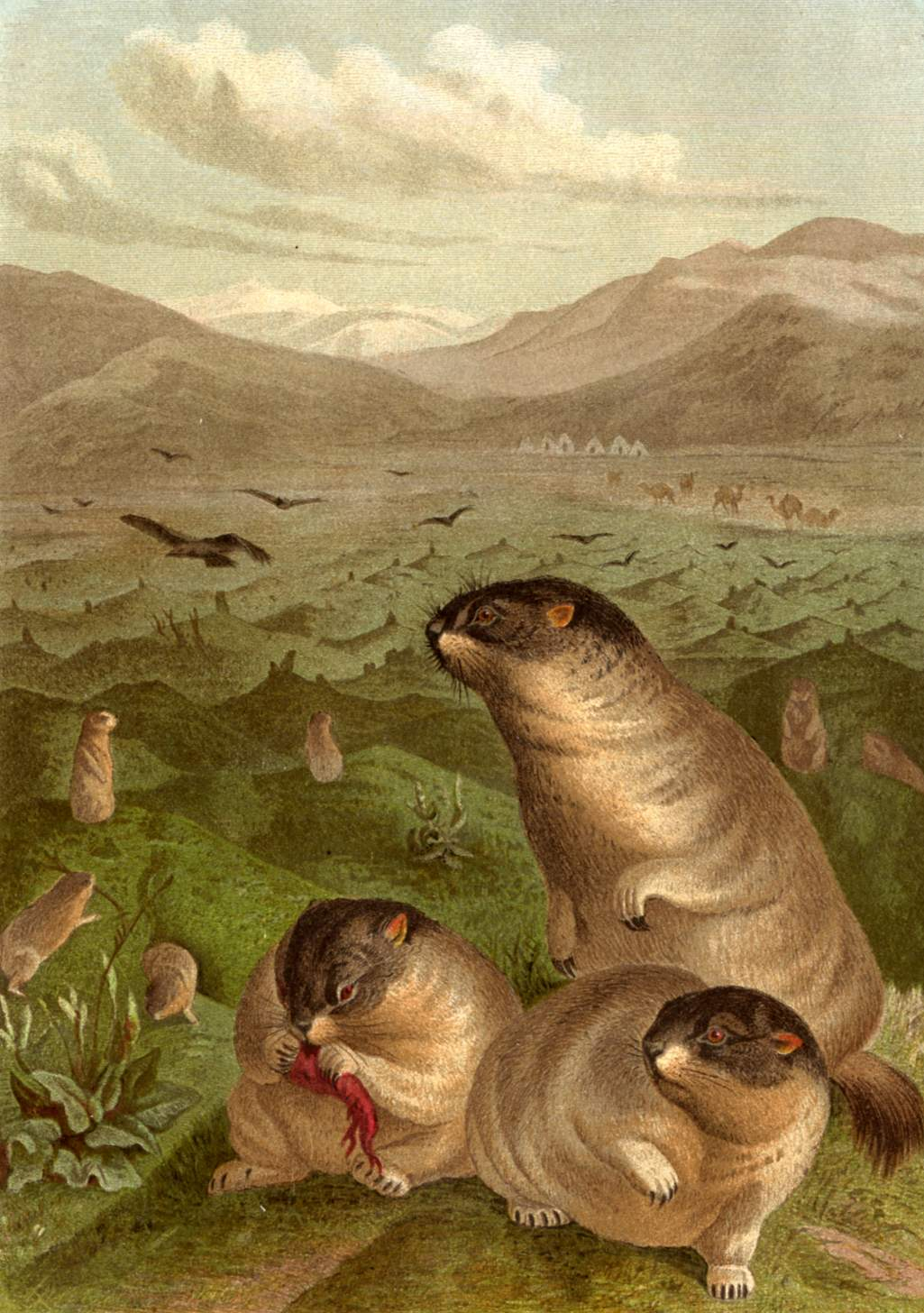
Steppenmurmeltiere, Darstellung aus Brehms Thierleben 1883

Das Steppenmurmeltier wird als eigenständige Art innerhalb der Gattung der Murmeltiere (Marmota) eingeordnet, die nach aktuellem Stand aus 15 Arten besteht. Die wissenschaftliche Erstbeschreibung stammt von dem Zoologen Philipp Ludwig Statius Müller aus dem Jahr 1776, der die Art anhand von Individuen aus dem damaligen Gebiet von Polen beschrieb, später wurde dies auf das westliche Ufer des Dnepr in der Ukraine eingegrenzt.
Innerhalb der Art werden gemeinsam mit der Nominatform drei Unterarten unterschieden:
- M. b. bobak: Nominatform, kommt im westlichen Teil des Verbreitungsgebietes im Wolgagebiet vor. Die Form ist am Kopf und am Körper dunkler als die anderen Unterarten.
- M. b. kozlovi: mit fragmentiertem Lebensraum im zentralen Bereich des Lebensraumes, nahe Uljanowsk in Russland.
- M. b. tschaganensis: im östlichen Teil des Verbreitungsgebietes. Die Form ist hell strohgelb gefärbt.

In Wilson & Reeder 2005 beschrieb Thorington nur zwei Unterarten, M. b. kozlovi wurde von ihm später als valide betrachtet und in Thorington et al. 2012 ergänzt.

## Status, Bedrohung und Schutz

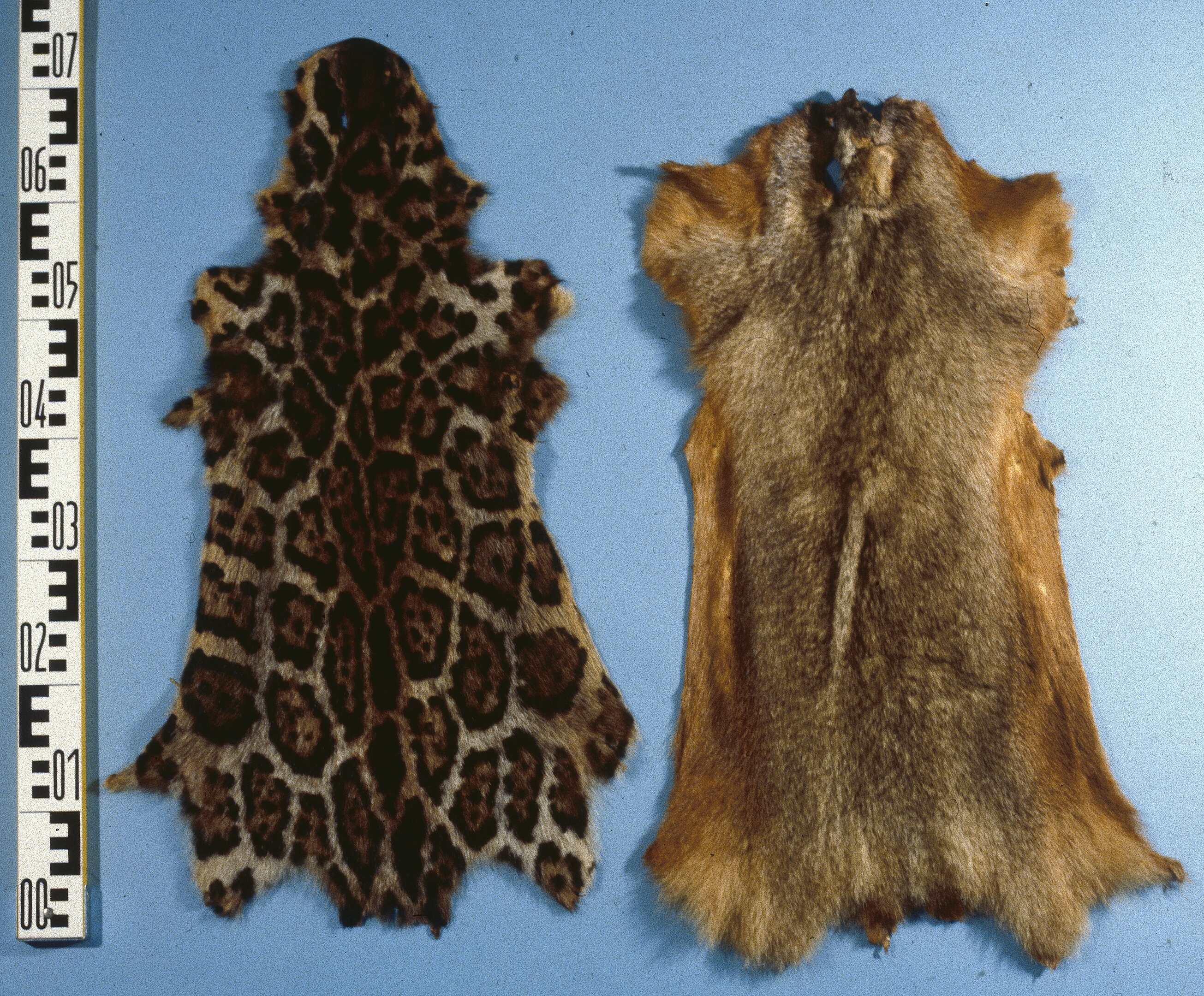
Pelze des Steppenmurmeltieres, siehe auch Murmelfell

Das Steppenmurmeltier wird von der International Union for Conservation of Nature and Natural Resources (IUCN) als nicht gefährdet (Least concern) eingeordnet. Begründet wird dies mit der Erholung der Bestände in den letzten etwa 10 Jahren und der heutigen Stabilität der Populationsgrößen. In der Vergangenheit bis in die Mitte des 20. Jahrhunderts gingen die Bestände aufgrund einer intensiven Bejagung und Lebensraumverlusten rapide zurück, auch heute gibt es noch eine illegale Bejagung der Tiere als Fleisch- und Pelzlieferant.

## Belege
1. 1 2 3 4 5 6 7 8 9  Richard W. Thorington Jr., John L. Koprowski, Michael A. Steele: Squirrels of the World. Johns Hopkins University Press, Baltimore MD 2012; S. 272–273. ISBN 978-1-4214-0469-1
2. ↑  Bibikow: Die Murmeltiere der Welt. 1996, S. 35.
3. 1 2  Marmota bobak In: Don E. Wilson, DeeAnn M. Reeder (Hrsg.): Mammal Species of the World. A taxonomic and geographic Reference. 2 Bände. 3. Auflage. Johns Hopkins University Press, Baltimore MD 2005, ISBN 0-8018-8221-4.
4. 1 2 3  Marmota bobak in der Roten Liste gefährdeter Arten der IUCN 2015.4. Eingestellt von: K. Tsytsulina, I. Zagorodnyuk, N. Formozov, B. Sheftel, 2008. Abgerufen am 14. Februar 2016.